# Гвинейский сили
Гвинейский сили (фр. syli) — денежная единица государства Гвинея с 1972 по 1986 год. Состоит из 100 каури (фр. cauri).
На языке сусу «сили» означает «слон», который в 1958—1984 годах был изображён на гербе Гвинеи и являлся эмблемой правящей Демократической партии Гвинеи. Название разменной единицы происходит от раковины каури, во многих странах выполнявшей функции денег в течение нескольких тысячелетий.

## Общая информация о валюте
Сили введён вместо гвинейского франка 2 октября 1972 года в ходе третьей гвинейской денежной реформы (год выпуска на самих банкнотах и монетах — «1971»). Обмен гвинейских франков на сили производился в соотношении 10:1 с 2 по 5 октября 1972 года, суммы свыше 1 миллиона франков обменивались по предъявлению удостоверения личности. В обращение выпущены монеты в 1, 2, 5 сили и 50 каури, а также банкноты образца 1971 года в 10, 25, 50 и 100 сили. Чеканились также памятные монеты из драгоценных металлов в 500, 1000 и 2000 сили.
С 16 по 29 апреля 1981 года, в ходе четвёртой реформы, проведён обмен денежных знаков образца 1971 года на банкноты нового образца (год выпуска на самих банкнотах — «1980»). Обмен производился в пределах 20 тыс. сили на одного работающего. В обращение выпущены банкноты образца 1980 года в 1, 2, 5, 10, 25, 50, 100 и 500 сили.
6 января 1986 года вместо сили вновь введён гвинейский франк (пятая реформа), обмен сили на франки производился в соотношении 1:1 в период с 6 по 28 января 1986 года.

## Монеты[5]
| Номинал   | Год  | Металл      | Диаметр (мм) | Вес (г) | Гурт     | Аверс                                            | Реверс                                                              | Изображение |
| --------- | ---- | ----------- | ------------ | ------- | -------- | ------------------------------------------------ | ------------------------------------------------------------------- | ----------- |
| 1 сили    | 1971 | Алюминий    | 22,00        | 1,00    | Гладкий  | Патрис Лумумба REPUBLIQUE DE GUINEE год чеканки  | 1 SYLI Оливковый венок LE 1er MARS 1960 TRAVIAL-JUSTICE-SOLIDARITE  |             |
| 2 сили    | 1971 | Алюминий    | 25,00        | 1,60    | Рифлёный | Альфа Яя Джалло REPUBLIQUE DE GUINEE год чеканки | 2 SYLIS Оливковый венок LE 1er MARS 1960 TRAVIAL-JUSTICE-SOLIDARITE |             |
| 5 сили    | 1971 | Алюминий    | 28,10        | 2,30    | Рифлёный | Самори Туре REPUBLIQUE DE GUINEE год чеканки     | 5 SYLIS Оливковый венок LE 1er MARS 1960 TRAVIAL-JUSTICE-SOLIDARITE |             |
| 500 сили  | 1977 | Серебро 925 |              | 40,00   |          | Мириам Макеба REPUBLIQUE DE GUINEE               | Государственный герб Гвинеи год чеканки 500 SYLIS                   |             |
| 500 сили  | 1977 | Серебро 925 |              | 40,00   |          | Патрис Лумумба REPUBLIQUE DE GUINEE              | Государственный герб Гвинеи год чеканки 500 SYLIS                   |             |
| 1000 сили | 1977 | Золото 900  |              | 2,93    |          | Мириам Макеба REPUBLIQUE DE GUINEE               | Государственный герб Гвинеи год чеканки 1000 SYLIS                  |             |
| 1000 сили | 1977 | Золото 900  |              | 2,93    |          | Кваме Нкрума REPUBLIQUE DE GUINEE                | Государственный герб Гвинеи год чеканки 1000 SYLIS                  |             |
| 2000 сили | 1977 | Золото 900  |              | 5,87    |          | Мао Цзэдун REPUBLIQUE DE GUINEE                  | Государственный герб Гвинеи год чеканки 2000 SYLIS                  |             |
| 2000 сили | 1977 | Золото 900  |              | 5,87    |          | Ахмед Секу Туре REPUBLIQUE DE GUINEE             | Государственный герб Гвинеи год чеканки 2000 SYLIS                  |             |